# Matwei Christoforowitsch Smajewitsch

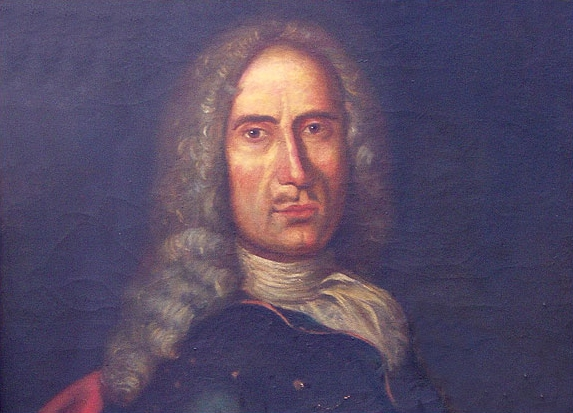
Matwei Christoforowitsch Smajewitsch

Matwei Christoforowitsch Smajewitsch (russisch Матвей Христофорович Змаевич, auch Matija Zmajević; * 6. Januar 1680 in Perast, Montenegro; † 23. August 1735 in Tavrov, Russland) war Admiral der Baltischen Flotte und Schiffbauer unter Peter I.

## Frühes Leben
Er wurde in einer katholischen Familie in Perast geboren. Bereits im Alter von achtzehn Jahren wurde er Hauptmann in der venezianischen Flotte. Die Familie von Smajewitsch befand sich in einem interfamiliären Konflikt mit einer anderen lokalen Sippe. Nachdem ein Mitglied der gegnerischen Sippe in einer Auseinandersetzung getötet wurde, musste Matija Perast wegen seiner angeblicher Beteiligung an der Tötung verlassen. Zu dem Zeitpunkt war er 28 Jahre alt. Er entkam in die Republik Ragusa und flüchtete weiter nach Istanbul, wo er Zuflucht fand und Bekanntschaft mit dem russischen Botschafter Peter Tolstoi machte. Im Jahre 1712 schickte Tolstoi ihn mit Empfehlungen an Peter I. Dieser war vom maritimen Wissen Smajewitschs beeindruckt, nahm ihn in Dienst und entsandte ihn nach Sankt Petersburg im Rang eines Fregattenkapitäns.

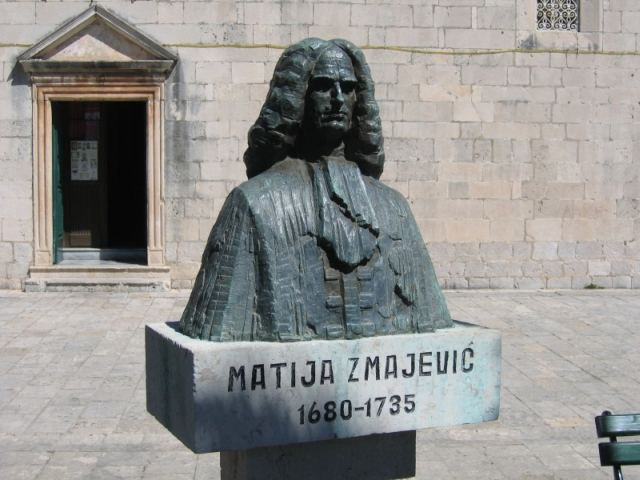
Büste von Matwei Christoforowitsch Smajewitsch in Perast, Montenegro

Smajewitsch hatte große Erfolge in den Seeschlachten gegen Schweden im Großen Nordischen Krieg um die Vorherrschaft auf der Ostsee. Er erbeutete 1714 sieben kleinere schwedischen Galeeren in der Seeschlacht von Hanko, in der er den rechten Flügel der russischen Flotte befehligte, und kämpfte in der Seeschlacht bei Grönham im Jahre 1720, in der letzten Seeschlacht des Kriegs. Peter der Große schickte einige seiner jungen Offiziere nach Perast, um dort die maritimen Fertigkeiten zu erlernen.
Anschließend wurde er in den Rang eines Vizeadmirals befördert. Im Jahre 1725 erhielt er die Ehre, die Kaiserkrone auf der Beerdigung von Peter I. zu tragen. Katharina I. zeichnete Smajewitsch mit dem Alexander-Newski-Orden aus, und in 1727 erhielt er den Rang eines Admirals.
Nach dem Tod von Katharina I. im Jahre 1727, wurde Smajewitsch der Veruntreuung angeklagt vor dem Kriegsgericht zum Tode verurteilt. Das Urteil wurde in letzter Minute aufgehoben. Als Gouverneur vom Astrachan erhielt er erneut den Rang eines Vizeadmirals. Dort verbrachte er die letzten Jahre seines Lebens. Er arbeitete beim Aufbau der Schwarzmeer-Flotte.
Er wurde mit militärischen Ehren in der katholischen Kirche des Hl. Ludwig von Frankreich in Moskau beigesetzt.